# スラムツーリズム

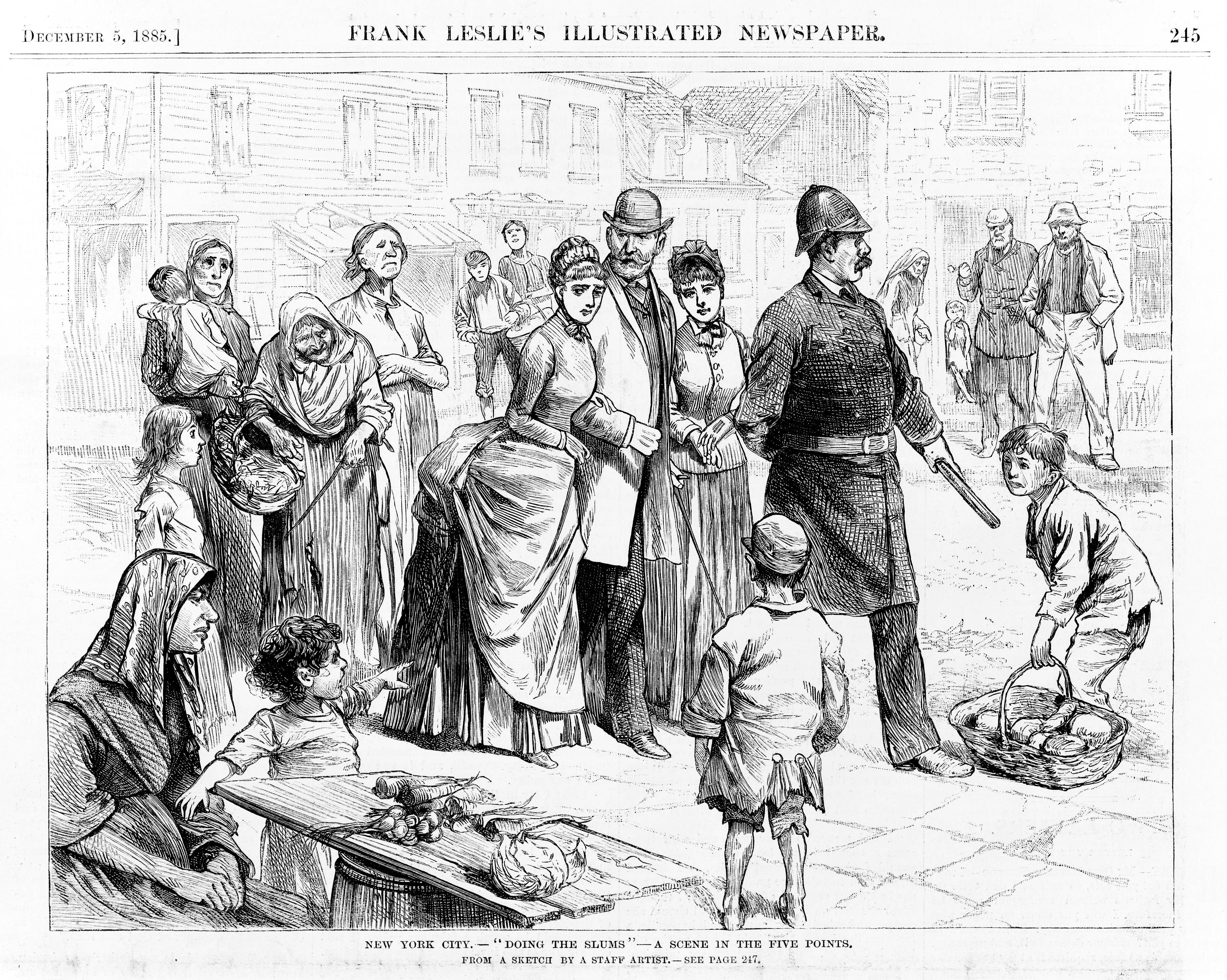
ファイブポインツのスラム観光、1885年、マンハッタン

スラムツーリズム (slum tourism) は、貧困地区の訪問を伴う観光の一種でインド、ブラジル、ケニア、インドネシアのような幾つかの発展途上国において増えている。
このような種類の観光はビクトリア朝時代にロンドンの貧しい人々が住む地区を対象に始まった。淑女・紳士達がイーストエンドを訪れ、貧しい人々の生活を観察した。慈善の意図を持った人もいれば、現地で売春婦を誘うために行く人もいた。
1884年にはマンハッタンでも "slumming" が行われた。

## 歴史
オックスフォード英語辞典に "slumming" という単語が最初に収録されたのは1884年に遡る。ロンドンでは人々が近郊にあるホワイトチャペルやショーディッチなどのスラム地区を訪問し、このような状況での人々の生活を観察した。ニューヨーク市では1884年までに裕福な人々が近隣の貧しい移民の地域であるロウアー・イースト・サイドのバワリーやファイブポインツ地区を訪れ「貧しい人々がどのような生活をしているのか」(en)を見に行くようになった。
1980年代の南アフリカ共和国では、黒人の住民は地方自治体の白人に黒人がどのような暮らしをしているかを教えるために「非白人居住地域ツアー」を開催した。このようなツアーはアパルトヘイトについて詳しく学びたいと願っている国外からの観光客を集めた。
1990年代半ばに、スラム街として知られる発展途上国の中で最も恵まれない地域を目的地とした国際的なツアーが頻繁に行われるようになった。このようなツアーは人気が高く、しばしば専門の旅行社によって宣伝・運営されている。例えば、南アフリカ共和国のケープタウン では、毎年30万余の観光客がスラム街を見るために都市を訪れる。 
2008年に映画『スラムドッグ$ミリオネア』が封切りされるよりも前からムンバイはスラムツーリズムの目的地であった。
2010年12月にスラム観光に関する最初の国際会議がイギリスのブリストルで開催された。
スラム街の観光の概念は最近、メディアや学界からより多くの注目を集め始めている。スラムツーリズムで働くまたは関わりを持つ人々のためのソーシャルネットワークが設立されている。

## 目的地
スラムツーリズムは主に途上国の都市部で行われ、しばしば訪問されている地域にちなんで名付けられる。
非白人居住区ツアー
アパルトヘイト制度廃止後の南アフリカ共和国とナミビア。南アフリカの集落は今もアパルトヘイトと人種差別政策の名残により歴史的に白人が住む裕福な郊外と歴史的に黒人が住む貧しい居住区の差が目に見えて分る。
ファヴェーラ観光
ブラジルのファヴェーラ (スラムや貧民街を指す言葉) を観光する。
胡同旅行
北京の胡同など、中国の大都市近郊で古くからの街並みをとどめ庶民の生活が垣間見られる路地を訪れる。
現在ではむしろサンフランシスコ、ブリュッセル、ロンドンのイーストエンドなど西側先進国の大都市もスラムツーリズムの目的地となる傾向がある。
ロンドンではホームレス支援団体が参加者を募集し、ホームレス住民が観光案内をして売り上げの60%を得るツアーがある。

## ツアーの動機
ペンシルベニア大学による2010年の研究では、ムンバイ郊外のスラム地区であるダラビ(en)の観光は主に好奇心が動機となっているが、他には社会的比較、娯楽、教育、自己実現などの要因もあった。
また研究では、ほとんどのスラムの住民はツアーについて複雑な感情を抱いており、観光客側の大半は興味深く好奇心をそそるとの肯定的な感想を報告しているのと対照的であった。 多くの観光客は自分の人生を見つめなおすという視点でスラムに来る。

## 批判
スラムツーリズムは多くの論争の対象となっている。ツアー実施に対する批評や擁護がニューヨーク・タイムズ、ウォール・ストリート・ジャーナル、タイムズその他の著名な新聞の社説ページで行われている。ケニア人のケネディ・オデデはニューヨーク・タイムズの読者投稿欄に「スラムツーリズムは貧困を娯楽に変え、ほんの一瞬経験しただけで立ち去ってしまう。」「彼らは写真を取り、我々は尊厳の一部を失う。」と告発した。 似たような批評はツアーを窃視症で搾取的と呼ぶ。タイムズのコラムニスト、アリス・マイルズは個人の本当の貧困をエンターテインメントにするのは虐待であると考えたことから、映画『スラムドッグ$ミリオネア』に「貧困ポルノ」とのレッテルを貼った。 ブロック大学(en)の観光と環境の教授デビッド・フェネルは、ツアーは裕福な西洋人が自己満足するのに役立つと主張している。彼はその根拠としてスラムツーリズムの急増がクリスマス休暇シーズン中とバレンタインデーのある2月の前半に起こることを挙げている。 そのような観光客の多くはクリスマスやバレンタインデーを共に過ごす家族や大切な人を有していない。
かつては好奇心からツアーバスの中から貧困にあえぐ人たちを眺め、現地住民から動物園の見世物にされているようだと苦情が出て批判を浴びるというのが常だったが、次第に地元と連帯するツアーも現れる兆しがある。
ツアーはスラム街に住むガイドのために雇用と収入をもたらし、手芸品製作者が土産を販売するための機会を与え、得られた利益をコミュニティに投資して還元することもできる。 一方、ブラジル最大のスラムであるロッシーニャへのツアーを調査した結果、催行業者は7つあるが地元の業者は1つだけで、地元は見世物にされてほとんど何の益も得ていなかったという問題も生じている。BBCの旅行ニュース番組は、地元に苦痛ではなく利益をもたらすようなツアーに参加する方法として、行くか行かないか／どのツアーを選ぶかを決めるにあたり、誰が以前から地元と一緒に支援活動をしているのか、あるいは食い物にしているかを見極める必要があり、単に地元に役立っていると主張しているだけではなくツアー催行者のウェブサイトを見たりツアーガイドに直接聞いて、ツアーによってどのように地元や地元を支援するプロジェクトが救援されるのか、地元の製品を買う・地元の代表者に会う・地元の飲食店を利用するなど、お金を切実に必要とする地元経済に直接の利益をもたらすのかを確認するという慈善団体の Tourism Concern のインタビューを紹介している。